# خوسيه خواكين بالما
خوسيه خواكين بالما (بالإسبانية: José Joaquín Palma)‏ هو صحفي ودبلوماسي وشاعر غواتيمالي، ولد في 11 سبتمبر 1844 في بايامو في كوبا، وتوفي في 2 أغسطس 1900 في غواتيمالا في غواتيمالا.